# Ministri dell'alimentazione e dell'agricoltura della Germania
I ministri dell'alimentazione e dell'agricoltura della Repubblica Federale Tedesca dal 1949 ad oggi sono i seguenti.

## Lista
| Ministro                                                  | Ministro         | Ministro             | Partito                               | Governo              | Inizio            | Fine             |
| --------------------------------------------------------- | ---------------- | -------------------- | ------------------------------------- | -------------------- | ----------------- | ---------------- |
| Alimentazione, agricoltura e foreste                      |                  |                      |                                       |                      |                   |                  |
|                                                           |                  | Wilhelm Niklas       | Unione Cristiano Sociale              | Governo Adenauer I   | 20 settembre 1949 | 20 ottobre 1953  |
|                                                           |                  | Heinrich Lübke       | Unione Cristiano Democratica          | Governo Adenauer II  | 20 ottobre 1953   | 29 ottobre 1957  |
| Governo Adenauer III                                      | 29 ottobre 1957  | Heinrich Lübke       | Unione Cristiano Democratica          | 15 settembre 1959    |                   |                  |
|                                                           |                  | Werner Schwarz       | Unione Cristiano Democratica          | Governo Adenauer III | 15 settembre 1959 | 14 novembre 1961 |
| Governo Adenauer IV                                       | 14 novembre 1961 | Werner Schwarz       | Unione Cristiano Democratica          | 14 dicembre 1962     |                   |                  |
| Governo Adenauer V                                        | 14 dicembre 1962 | Werner Schwarz       | Unione Cristiano Democratica          | 11 ottobre 1963      |                   |                  |
| Governo Erhard I                                          | 17 ottobre 1963  | Werner Schwarz       | Unione Cristiano Democratica          | 26 ottobre 1965      |                   |                  |
|                                                           |                  | Hermann Höcherl      | Unione Cristiano Sociale              | Governo Erhard II    | 26 ottobre 1965   | 30 novembre 1966 |
| Governo Kiesinger                                         | 1º dicembre 1966 | Hermann Höcherl      | Unione Cristiano Sociale              | 21 ottobre 1969      |                   |                  |
|                                                           |                  | Josef Ertl           | Partito Liberale Democratico          | Governo Brandt I     | 22 ottobre 1969   | 15 dicembre 1972 |
| Governo Brandt II                                         | 15 dicembre 1972 | Josef Ertl           | Partito Liberale Democratico          | 16 maggio 1974       |                   |                  |
| Governo Schmidt I                                         | 16 maggio 1974   | Josef Ertl           | Partito Liberale Democratico          | 14 dicembre 1976     |                   |                  |
| Governo Schmidt II                                        | 14 dicembre 1976 | Josef Ertl           | Partito Liberale Democratico          | 4 novembre 1980      |                   |                  |
| Governo Schmidt III                                       | 6 novembre 1980  | Josef Ertl           | Partito Liberale Democratico          | 17 settembre 1982    |                   |                  |
|                                                           |                  | Björn Engholm        | Partito Socialdemocratico di Germania | Governo Schmidt III  | 17 settembre 1982 | 1º ottobre 1982  |
|                                                           |                  | Josef Ertl           | Partito Liberale Democratico          | Governo Kohl I       | 4 ottobre 1982    | 29 marzo 1983    |
|                                                           |                  | Ignaz Kiechle        | Unione Cristiano Sociale              | Governo Kohl II      | 30 marzo 1983     | 11 marzo 1987    |
| Governo Kohl III                                          | 11 marzo 1987    | Ignaz Kiechle        | Unione Cristiano Sociale              | 18 gennaio 1991      |                   |                  |
| Governo Kohl IV                                           | 18 gennaio 1991  | Ignaz Kiechle        | Unione Cristiano Sociale              | 21 gennaio 1993      |                   |                  |
|                                                           |                  | Jochen Borchert      | Unione Cristiano Democratica          | Governo Kohl IV      | 21 gennaio 1993   | 17 novembre 1994 |
| Governo Kohl V                                            | 17 novembre 1994 | Jochen Borchert      | Unione Cristiano Democratica          | 26 ottobre 1998      |                   |                  |
|                                                           |                  | Karl-Heinz Funke     | Partito Socialdemocratico di Germania | Governo Schröder I   | 27 ottobre 1998   | 12 gennaio 2001  |
| Protezione dei consumatori, alimentazione e agricoltura   |                  |                      |                                       |                      |                   |                  |
|                                                           |                  | Renate Künast        | Alleanza 90/I Verdi                   | Governo Schröder I   | 12 gennaio 2001   | 22 ottobre 2002  |
| Governo Schröder II                                       | 22 ottobre 2002  | Renate Künast        | Alleanza 90/I Verdi                   | 4 ottobre 2005       |                   |                  |
|                                                           |                  | Jürgen Trittin       | Alleanza 90/I Verdi                   | Governo Schröder II  | 4 ottobre 2002    | 22 novembre 2005 |
| Prodotti alimentari, agricoltura e tutela dei consumatori |                  |                      |                                       |                      |                   |                  |
|                                                           |                  | Horst Seehofer       | Unione Cristiano Sociale              | Governo Merkel I     | 22 novembre 2005  | 27 ottobre 2008  |
|                                                           |                  | Ilse Aigner          | Unione Cristiano Sociale              | Governo Merkel I     | 31 ottobre 2008   | 28 ottobre 2009  |
| Governo Merkel II                                         | 28 ottobre 2009  | Ilse Aigner          | Unione Cristiano Sociale              | 30 settembre 2013    |                   |                  |
|                                                           |                  | Hans-Peter Friedrich | Unione Cristiano Sociale              | Governo Merkel II    | 30 settembre 2013 | 17 dicembre 2013 |
| Alimentazione e agricoltura                               |                  |                      |                                       |                      |                   |                  |
|                                                           |                  | Hans-Peter Friedrich | Unione Cristiano Sociale              | Governo Merkel III   | 17 dicembre 2013  | 17 febbraio 2014 |
|                                                           |                  | Christian Schmidt    | Unione Cristiano Sociale              | Governo Merkel III   | 17 febbraio 2014  | 14 marzo 2018    |
|                                                           |                  | Julia Kloeckner      | Unione Cristiano Democratica          | Governo Merkel IV    | 14 marzo 2018     | in carica        |
|                                                           |                  | Cem Özdemir          | Alleanza 90/I Verdi                   | Governo Scholz       | 8 dicembre 2021   | 6 maggio 2025    |
|                                                           |                  | Alois Rainer         | Unione Cristiano-Sociale in Baviera   | Governo Merz         | 6 maggio 2025     | in carica        |